# Aceralia
Aceralia Corporación Siderúrgica, plus simplement connu sous le nom Aceralia était un groupe sidérurgique espagnol créé en 1902 et qui a fusionné le 18 février 2002 avec le luxembourgeois Arbed et le français Usinor pour former le groupe européen Arcelor.

## Historique
L'histoire du groupe remonte à 1902 avec la naissance de l'entreprise Altos Hornos de Vizcaya (AHV, soit « Hauts-fourneaux de Vizcaya » en espagnol) à Bilbao, à la suite de la fusion de Altos Hornos de Bilbao, La Vizcaya et La Iberia. Lors de se création, AHV était la plus importante entreprise du pays. Le choix de son emplacement se base sur la présence de minerai de fer aux environs de Bilbao, la proximité d'un port en pleine mer et la tradition métallurgique de la région.
En 1950, l'Empresa Nacional Siderúrgica Sociedad Anónima (abrégé en ENSIDESA, soit « Entreprise nationale de sidérurgie SA » en espagnol) est créée dans la province des Asturies afin de soutenir la croissance de l'économie espagnole durant les années 1960. Le 24 septembre 1957, le premier haut-fourneau, surnommé « Carmen » en l'honneur de la femme de Franco, est inauguré. En 1973, le sidérurgiste Uninsa est absorbé par le groupe Ensidesa.
À la suite du Plan de Competitividad Conjunto AHV - Ensidesa, le groupe Corporación Siderúrgica Integral (CSI) est créé en décembre 1994, grâce à la valorisation des activités rentables de Altos Hornos de Vizcaya et d'ENSIDESA. La réorganisation du groupe CSI a mené en 1997 à la naissance du groupe Aceralia Corporación Siderúrgica.
Aceralia est alors une entreprise publique. Sa privatisation s'est effectuée en plusieurs étapes dont les plus marquantes sont :
- l'alliance stratégique avec Arbed, un des plus importants sidérurgistes au niveau mondial;
- l'acquisition d'Aristrain, premier producteur espagnol de profilés;
- le rachat du groupe Ucín, premier producteur espagnol de ronds pour le bâtiment et de fil machine.

À l'issue de ce processus, Aceralia devient le premier producteur d'acier d'Espagne, avec une production estimée à 10 millions de tonnes[réf. nécessaire].
La création d'Arcelor est officialisée le 18 février 2002 par l'introduction en bourse du nouveau groupe. Le nouveau nom, Arcelor, est adopté peu après en décembre 2005.

## Chronologie d'Aceralia
- 1902 : Création de Altos Hornos de Vizcaya
- 1950 : Création de l'Empresa Nacional Siderúrgica Sociedad Anónima
- 1973 : Absorption du groupe Uninsa
- 1991 : Création de Corporación Siderúrgica Integra
- 1994 : Constitution de CSI Corporacion Siderurgica, par la mise en valeur des actifs rentables de Corporacion de la Siderurgia Integral. Début des activités en 1995.
- 1997 : Création de Aceralia Corporación Siderúrgica et alliance stratégique avec le groupe Arbed.